# Melvin Hunt
Melvin Hunt (nacido el 15 de diciembre de 1979 en Tallulah, Luisiana) es un entrenador  de baloncesto estadounidense. Es entrenador asistente en los Atlanta Hawks.

## Trayectoria deportiva

### Jugador
Jugó durante cuatro años en los Bears de la Universidad de Baylor, promediando en la última de ellas 9,7 puntos y 1,8 rebotes por partido. Posee en la actualidad el récord de su universidad en porcentaje de triples, con un 50,0 %.
Jugó posteriormente varias temporadas en equipos del Caribe y de México.

### Entrenador
Comenzó su carrera de entrenador en el High School de Temple (Texas), para posteriormente ascender al nivel universitario como asistente en la Universidad del Verbo Encarnado en San Antonio.
En 1999 entró a formar parte del equipo técnico de los Houston Rockets, realizando durante dos años las funciones de coordinador de vídeo y ojeador, mientras que entre 2001 y 2003 ejerció como asistente de Rudy Tomjanovich, al que acompañó en 2004 a Los Angeles Lakers.
En 2005 entró a formar parte del equipo de Mike Brown trabajando como asistente suyo en los Cleveland Cavaliers hasta 2010. En octubre de 2010 se anunció su fichaje como asistente de los Denver Nuggets, donde trabajó primero a las órdenes de George Karl y posteriormente de Brian Shaw.
El 3 de marzo de 2015 Shaw fue despedido como entrenador, pasando a hacerse cargo del puesto de forma interina Melvin Hunt.